# Missile Command

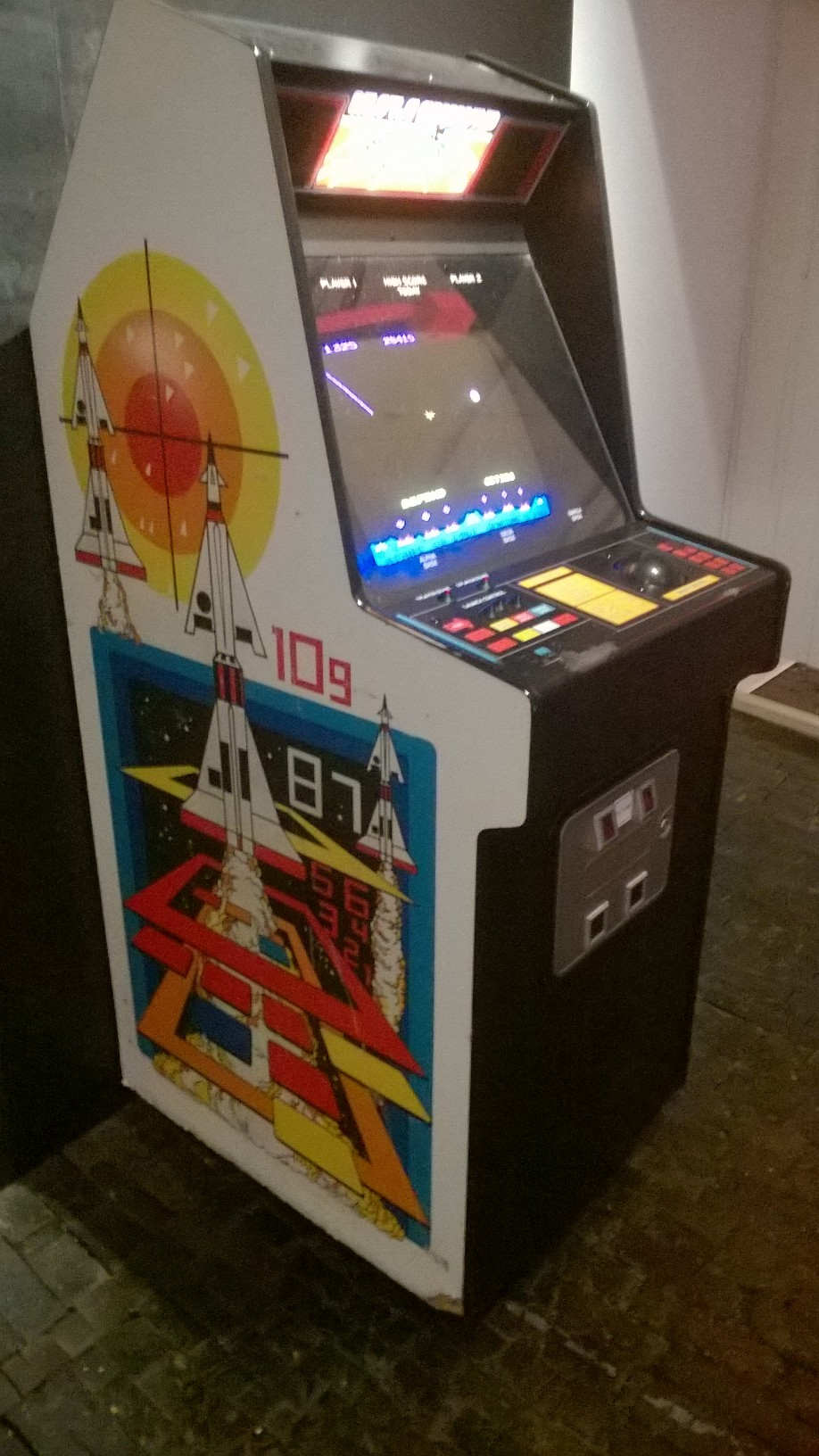
Arcade-Automat von Missile Command

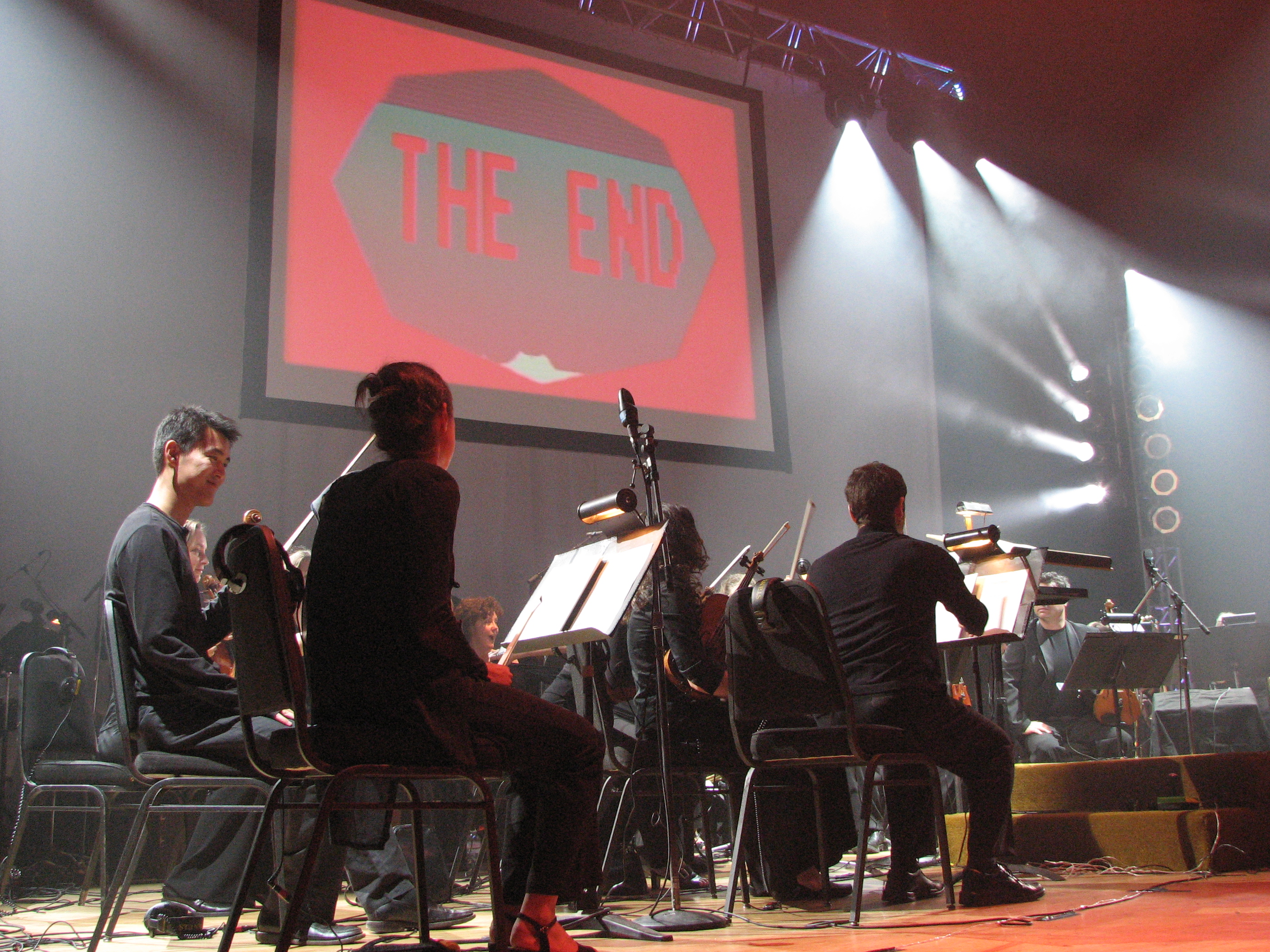
Spielekonzert auf der Video Games Live in Toronto mit dem Endbild von Missile Command

Missile Command ist ein klassisches Computerspiel des Spieleherstellers Atari, das 1980 erstmals als Arcade-Spiel erschien. Seit seinem Erscheinen wurde es auf zahlreiche Systeme portiert.

## Spielprinzip
Der Spieler muss sechs Städte gegen atomare Raketeneinschläge beschützen. Am unteren Bildschirmrand befinden sich neben den Städten auch drei Abwehrbatterien des Spielers (links, Mitte und rechts). Die feindlichen Raketen erscheinen als Linien, die vom oberen Bildschirmrand auf die Städte und Abschussbasen herabfallen. Oft erscheinen auch Bomber oder Killersatelliten am stilisierten Himmel, die ebenfalls Raketen abwerfen. Raketen können sich in einzelne Sprengköpfe aufteilen, wodurch dann statt einem drei oder mehr Projektile zu treffen sind.
Mittels eines Trackballs steuert der Spieler ein Fadenkreuz über den Bildschirm. Drückt er auf einen der drei Abschussknöpfe, feuert die entsprechende Batterie eine Abwehrrakete in Richtung des Kreuzes. Nach kurzer Flugzeit explodiert die Abwehrrakete am markierten Ort, wo sie kurzzeitig eine Explosionswolke erzeugt. Feindliche Raketen, Killersatelliten oder Bomber, die in diese Wolke geraten, werden zerstört. Die Wolke ist nicht von Dauer, die Rakete muss also zu einem geeigneten Zeitpunkt abgefeuert werden, damit die anvisierten Ziele auch hineinfliegen.
Jede Abwehrbatterie hat nur zehn Abwehrraketen, daher kann der Verteidiger pro Level nur 30 Schuss abgeben.
Kommt eine Angriffsrakete durch und trifft eine Stadt, wird diese zerstört. Trifft eine Rakete eine Abwehrbasis, gehen alle darin befindlichen Abwehrraketen verloren. Am Ende der Angriffswelle werden überlebende Städte und ungenutzte Abwehrraketen gezählt und ergeben Bonuspunkte. Hat keine Stadt überlebt, ist das Spiel beendet. Pro erreichten 10.000 Punkten erhält der Spieler eine Bonusstadt.
In jedem Level gibt es mehr Punkte, allerdings steigert sich auch die Geschwindigkeit der Angreifer. Später kommen auch sogenannte „Smart Missiles“ dazu, die den Explosionswolken der Abwehrraketen ausweichen können und nur mit einem direkten Treffer zerstört werden können.
Wie die meisten Arcade-Spiele, ist auch dieses Spiel nicht zu gewinnen. Es geht lediglich darum, so lange wie möglich durchzuhalten und Punkte zu sammeln.

## Hintergrund
Das Spiel war einer der erfolgreichsten Titel der goldenen Ära der Computerspiele. Noch Mitte der 1990er-Jahre gab es zahlreiche Arcade-Automaten dieses Titels.
Ursprünglich hieß das Spiel Armageddon. Spätere Konsolenspiele wurden von Missile Command inspiriert, so Fantavision (PlayStation 2, 2000).

## Missile Command im Film
In einer Filmszene in Terminator 2 spielt John Connor das Spiel „Missile Command“.
In der Fernsehserie Chuck dreht sich die Folge S02E05 ganz um das Spiel „Missile Command“. Beim Durchspielen (dem Erreichen von 2.000.000 Punkten) erscheint hier der sogenannte „Killscreen“ mit dem Code OZPGSB, welcher zum Deaktivieren eines Satelliten benötigt wird. Die mathematische Grundlage des Spielablaufs wird hier mit dem Song Tom Sawyer der Band Rush in Verbindung gebracht.

## Portierungen
- Acorn Electron (1983)
- Atari 800 (1981)
- Atari 2600 (1981)
- Atari 5200 (1982)
- Atari Flashback II (2005)
- Atari Jaguar als Missile Command 3 D
- Atari ST (1986)
- Atari XEGS (1987) als Boot-Up-Spiel, wenn keine Cartridge beim Starten eingesteckt ist
- Atari Lynx (1994)
- BBC B (1983)
- Commodore 64 (1983)
- Game Boy/Game Boy Color/Game Boy Advance (1991/2002)
- Microsoft Xbox (2004)
- Microsoft Xbox 360
- Nintendo SNES (1997)
- Nintendo DS auf Retro Atari Classics (2005)
- Nokia N-Gage auf Atari Masterpieces Vol.1 (2005)
- PC Windows (erstmals 1993, zuletzt 2003 in Atari: 80 Classic Games in One!)
- PlayStation 2001
- PlayStation 2 2004 in der Atari Anthology
- Sega Dreamcast (2001)
- Sega Master System auf Arcade Smash Hits (1992)
- Tandy TRS-80 Color Computer (1982)
- Vtech Laser-VZ
- Sinclair ZX Spectrum (1983)
- Smartphone